# Britta Wandaogo
Britta Wandaogo (geboren 27. November 1965 in Unna, Nordrhein-Westfalen) ist eine deutsche Regisseurin, Produzentin und Dokumentarfilmerin.

## Leben und Werk
Britta Wandaogo begann ihre Filmkarriere in den Neunzigerjahren. Ihre Dokumentarfilmarbeiten sind geprägt von einem unverstellten Direct Cinema-Stil. Ihre Protagonisten sind Personen aus dem Drogenmilieu (Den Affen Töten), aus ihrer eigenen Familie und interkulturelle, persönliche Realitäten in Burkina Faso.
In einer Laudatio zu ihrem Filmwerk wird die Arbeit von Wandaogo beschrieben als respektvolle und sensible Montagetechnik, die ohne voyeuristischen Blick die schwierigen und schönen Momente in einer eigenwilligen Bildästhetik festhält. Für den Kölnischen Kunstverein ist ihre Arbeit geprägt von einer großen persönlichen Nähe zu ihren Protagonisten.
2003 war Britta Wandaogo Gründungsmitglied des Dokumentarfilm Filmfrauen Netzwerks LaDOC.
Wandaogo ist seit 2010 Professorin für dokumentarische, journalistische und künstlerische Filmformate im Fachbereich Design (Peter Behrens School of Arts) an der Hochschule Düsseldorf.

## Filmographie

### Dokumentarfilme
- 1994: Den Affen töten
- 1995: With a big monster
- 1996: Eigentlich geht’s ja um nichts
- 1997: Une image d’ ambition (Kurzfilm)
- 1997: First Look
- 1998: Bilfou Biga
- 2001: Liebe schwarz-weiss
- 2003: Liebe Weiss Schwarz
- 2003: Die Krokodile der Familie Wandaogo[5]
- 2007: 1200 brutto
- 2009: Ohne mein viertes Kind
- 2011: Nichts für die Ewigkeit
- 2012: Krokodile ohne Sattel
- 2016: Der Struggle ist real
- 2020: Das rosa Haus und der Flüchtling

### TV-Dokumentationen
- 1995: Tim, ein Drogenopfer
- 2006: Leben in der Warteschleife

## Auszeichnungen
- 1995: Blicke – Filmfestival des Ruhrgebiets Publikumspreis und 1. Filmpreis für Den Affen töten
- 1997: Förderpreis des Landes Nordrhein-Westfalen für junge Künstlerinnen und Künstler
- 1998: Spiridon-Neven-DuMont-Preis
- 2001: CIVIS Medienpreis für Liebe schwarz-weiss
- 2002: Deutscher Sozialpreis (Sparte TV) für Liebe schwarz-weiss
- 2003: Preis für langen Dokumentarfilm des Filmfestivals Bozen für Die Krokodile der Familie Wandaogo
- 2004  Nominierung Deutscher Kamerapreis Kategorie Schnitt für Die Krokodile der Familie Wandaogo
- 2003: Goldene Lola (Deutscher Kurzfilmpreis) in der Kategorie Sonderformate 30–70 min für Die Krokodile der Familie Wandaogo
- 2008: Kölner Medienpreis, Kategorie Kamera für 1200 brutto
- 2008: 16. blicke aus dem Ruhrgebiet, Nebenpreis für 1200 brutto
- 2009  Nominierung DGB Filmpreis beim Internationalen Filmfest Emden-Norderney für Halbschwarz geht nicht
- 2010 Deutscher Kinder- und Jugendhilfepreis für Ohne mein viertes Kind
- 2012: Internationales Frauenfilmfestival Köln/Dortmund Publikumspreis für Nichts für die Ewigkeit
- 2013: Nominierung 100 Best German Short Films AG Kurzfilm für Krokodile ohne Sattel
- 2013: Women Media Arts and Film Festival Sydney Bester Dokumentarfilm für Krokodile ohne Sattel
- 2013: San Diego International Kids’ Film Festival, Bester Dokumentarfilm für Krokodile ohne Sattel
- 2013: 13. Flensburger Kurzfilmtage Bester Dokumentarfilm für Krokodile ohne Sattel
- 2013: Festival de Cine de Lanzarote, Bester Dokumentarfilm für Krokodile ohne Sattel
- 2013: GROSSE KLAPPE Filmpreis für politischen Kinder- und Jugenddokumentarfilm Bundeszentrale für politische Bildung
- 2013: 59. Internationale Kurzfilmtage Oberhausen 1. Preis NRW-Wettbewerb für Krokodile ohne Sattel
- 2014: 17. New York International Children’s Film Festival JURY AWARD - BEST LIVE ACTION SHORT
- 2016: Nominierung GROSSE KLAPPE Filmpreis für politischen Kinder- und Jugenddokumentarfilm Bundeszentrale für politische Bildung
- 2016: Nominierung Preis der deutschen Filmkritik Bester Kurzfilm
- 2017: Nominierung 53. Grimme-Preis 2017 Kategorie Kinder & Jugend, Reihe Ab 18(ZDF/3sat)